# Mikael Örn
Mikael Gustaf Örn (Göteborg, 29 novembre 1961) è un ex nuotatore svedese.
Specializzato nello stile libero, ha vinto la medaglia di bronzo nella staffetta 4x200 m sl alle Olimpiadi di Los Angeles 1984.

## Palmarès
- Olimpiadi
  - Los Angeles 1984: bronzo nella staffetta 4x100 m sl.